# Фон Лингельсхейм, Александр
Александр фон Лингельсхейм (нем. Alexander von Lingelsheim; 27 сентября 1874, Бад-Арользен — 5 марта 1937, Вроцлав) — немецкий ботаник и фармацевт.

## Биография
Служил на флоте с 1892 по 1895 годы, но из-за травмы вынужден был оставить службу. Изучал естественные науки во Вроцлавском университете, затем много лет работал ассистентом в ботаническом саду и музее при университете (1904—1929). В 1906 году получил докторскую степень в Ростокском университете, затем преподавал в Вроцлавском технологическом университете (с 1910). В 1929 году основал аптеку в Бреслау, а три года спустя стал адъюнкт-профессором фармакогнозии в университете.
В 1909 году Фердинанд Альбин Пакс назвал ботанический род Lingelsheimia в его честь. В 1920 году стал членом Немецкой академии естествознания Леопольдина.